# Casa de l'11 del Carrer de Sant Joan
La Casa de l'11 del Carrer de Sant Joan és un edifici de la vila de Vilafranca de Conflent, a la comarca d'aquest nom, de la Catalunya del Nord.
Està situada en el número 11 del carrer de Sant Joan, a la zona nord-occidental de la vila. Li correspon el número 12 del cadastre.

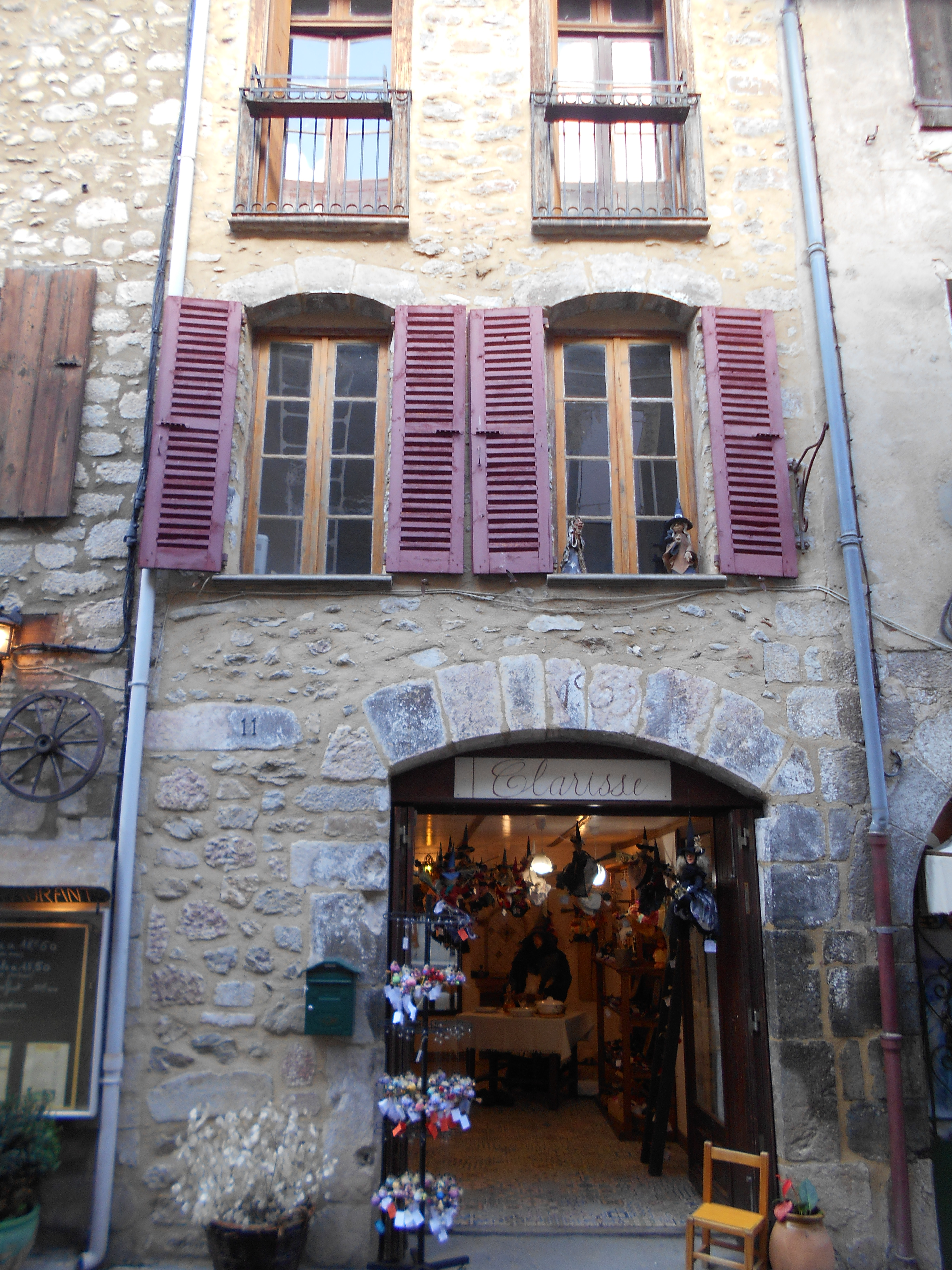
Detall de la façana

És un edifici molt estret. El primer nivell de la façana presenta un arc segmental amb les arestes aixamfranades, amb una porta tapiada al costat de ponent. La porta principal té els dos muntants, i el de llevant coincideix amb la paret mestra oriental de la casa. Tant al segon nivell com al tercer hi ha un parell de finestres de factura moderna.